# Alfred Hrdlicka

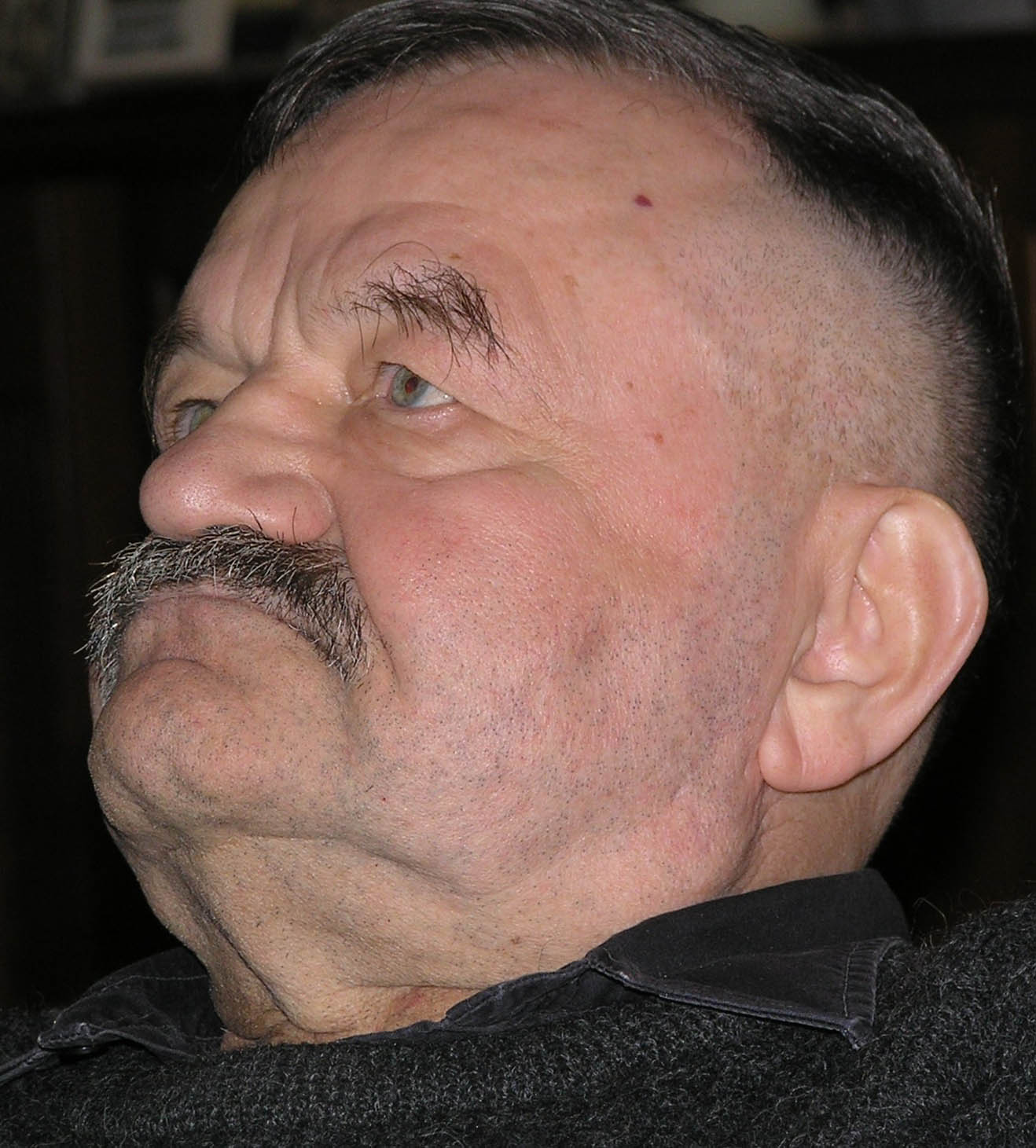
Alfred Hrdlicka (2005)

Alfred Hrdlicka [ˈalfʀeːt ˈɦr̩ɟlɪt͡ʃka] (* 27. Februar 1928 in Wien; † 5. Dezember 2009 ebenda) war ein österreichischer Bildhauer, Zeichner, Maler, Grafiker, Schachspieler und Schriftsteller.

## Leben

### Kindheit und Jugend
Alfred Hrdlicka wuchs in der politisch unruhigen und von auch gewalttätigen Kämpfen zwischen sozialistischen und konservativen, zunehmend auch nationalsozialistischen Gruppierungen und Parteien geprägten Ersten Republik Österreich auf. Schon früh wurde er durch seinen Vater, einen Kommunisten und Gewerkschaftsfunktionär, für politische Fragen sensibilisiert. Bereits 1933, als Fünfjähriger, begleitete er ihn, der mehrmals verhaftet wurde, beim Verteilen von Flugblättern im Arbeiterbezirk Floridsdorf. Mit sechs Jahren erlebte er eine erste Hausdurchsuchung, bei der er von der Polizei verprügelt wurde. Als Zehnjähriger war er Zeuge des Anschlusses Österreichs an das Deutsche Reich.
Die Jahre der NS-Herrschaft und den Zweiten Weltkrieg überlebten sein Vater, der zeitweilig Zwangsarbeit in einer Strafkompanie der Organisation Todt leisten musste, und er durch Abtauchen in die Illegalität. Alfred Hrdlicka entzog sich so 1944 dem Kriegsdienst. Bei einem befreundeten Zahntechniker, der ihn auch vorübergehend versteckte, konnte er eine zweieinhalbjährige Lehre machen. Die dort erworbenen feinmotorischen Fähigkeiten waren ihm später bei der Schaffung seiner Kunstwerke sehr von Nutzen. Sein älterer Bruder war als Soldat der Wehrmacht vor Leningrad gefallen, ein weiterer Verwandter, Franz Hrdlička – hochdekorierter und erfolgreicher Jagdflieger im Zweiten Weltkrieg – starb 1945 im Luftkampf. Aus dieser männlichen Linie stammt der, in München lebende, Jazzmusiker Franz „Litschie“ Hrdlička.
Hrdlicka war ein talentierter Schachspieler. Das Spiel erlernte er während der illegalen Zusammenkünfte seines Vaters mit seinen Mitkämpfern in Kaffeehäusern und Beisln, wo er als Alibi bei Kontrollen diente. Im Jahre 1953 wurde er für die zweite internationale Studentenmannschaftsmeisterschaft in Brüssel nominiert, an der acht europäische Mannschaften mit je vier Spielern teilnahmen. Die österreichische Mannschaft, in der Hrdlicka (zwei Punkte aus sieben Partien) und ein weiterer Österreicher abwechselnd jeweils am ersten und zweiten Brett spielten, wurde durch einen belgischen und einen französischen Spieler ergänzt und erreichte Rang 7. Dem Team gelang ein Achtungserfolg mit einem 2 : 2 gegen die favorisierten Briten, wobei Hrdlicka gegen den englischen Meisterspieler Peter H. Clarke gewinnen konnte.

### Studium und erste Erfolge

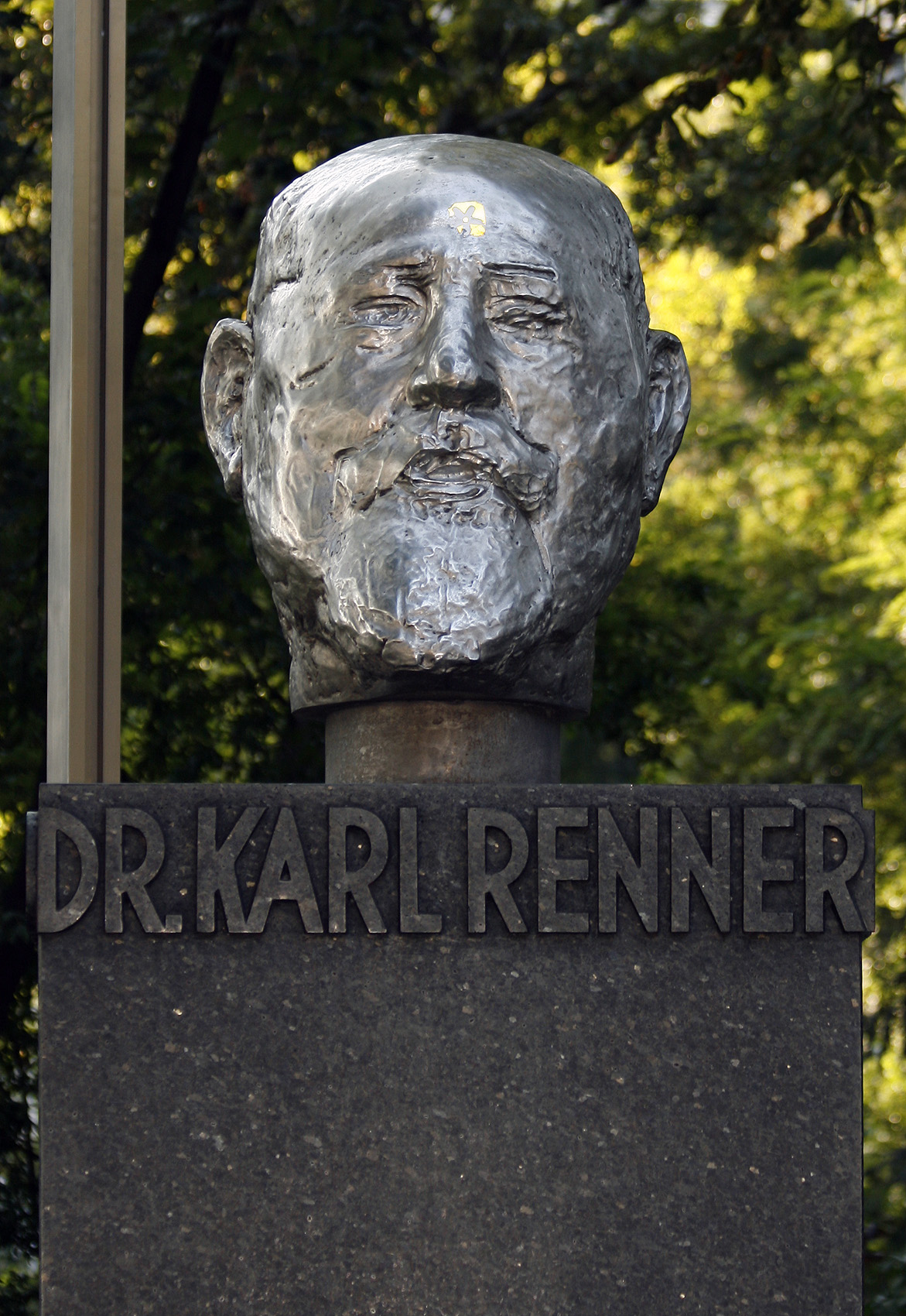
Karl-Renner-Büste (Wien, 1967)

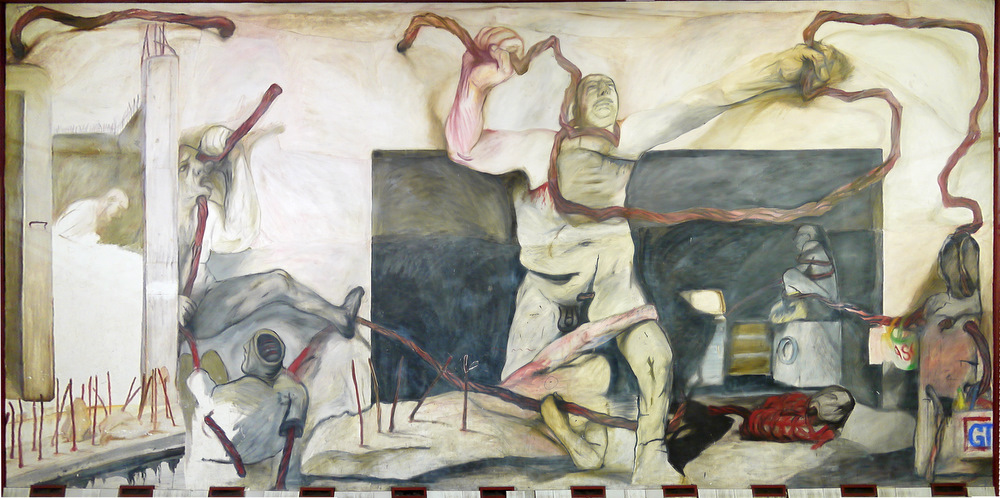
Fresko im Foyer des Wohnparks Alterlaa (Wien, 1973)

Von 1946 bis 1952 studierte Hrdlicka Malerei an der Akademie der Bildenden Künste Wien bei Albert Paris Gütersloh und Josef Dobrowsky. Darauf folgte von 1953 bis 1957, ebenfalls an der Akademie, ein Studium der Bildhauerei bei Fritz Wotruba. Ab 1955 betrieb er gemeinsam mit Georg Eisler, Fritz Martinz und Rudolf Schönwald eine Lithowerkstatt in Wien. 1960 hatte er zusammen mit Fritz Martinz seine erste Ausstellung Skulptur, Malerei und Grafik in der Wiener Zedlitzhalle.
International bekannt wurde er 1964, als er gemeinsam mit Herbert Boeckl Österreich auf der 32. Biennale in Venedig vertrat. 1966 erlebte Hrdlicka erstmals die Welt psychisch kranker Menschen. Er wurde von diesen Begegnungen dermaßen nachhaltig beeindruckt, dass er sich fortan immer wieder mit dem Leid dieser Menschen, später mit Leid, Angst, Schmerz und der Bedrohung des Menschen schlechthin, künstlerisch auseinandersetzte. Im Jahr darauf fertigte er für die Stadt Wien eine Büste des 1950 verstorbenen sozialdemokratischen Staatspräsidenten Karl Renner an. Begleitet wurde deren Aufstellung von wütenden Protesten einer Gruppe, die sich als „Liga gegen entartete Kunst“ bezeichnete.

### Professuren in Deutschland und Österreich
- 1971–1973: Professor für „figuratives Gestalten“, Staatliche Akademie der Bildenden Künste Stuttgart[4]
- 1973–1975: Professur, Hochschule für bildende Künste Hamburg
- 1975–1986: Professor für Bildhauerei, Staatliche Akademie der Bildenden Künste Stuttgart
- 1986–1989: Professor für Bildhauerei, Universität der Künste Berlin
- 1989: Berufung an die Universität für angewandte Kunst Wien

In den anderthalb Jahrzehnten seines Stuttgarter Lehramts – er war auch für die Dauer seiner Hamburger Lehrtätigkeit, an der Stuttgarter Akademie „beurlaubt“, Mitglied des dortigen Lehrkörpers – entwickelte er unter schwierigen räumlichen und ausstattungsmäßigen Verhältnissen und gegen den Widerstand eifersüchtelnder Kollegen seine Klasse für Figuratives Gestalten zu einem Anziehungspunkt für zahlreiche Studierende. Seine pädagogische Maxime: „Diese Schule ist keine Schule des Händchenhaltens, sondern eine Schule des Herausforderns.“ Keineswegs im akademischen „Elfenbeinturm“ verharrend, partizipierte er und ließ seine Studierenden am Kunstleben des Landes teilnehmen, so dass die Stuttgarter Jahre Alfred Hrdlickas einen ganz eigenen Beitrag zur jüngeren Kunstgeschichte Baden-Württembergs darstellen.
Erstmals traten zwölf „Studierende Hrdlicka(s)“ mit einer Ausstellung an der Stuttgarter Akademie vom 7. bis 31. Mai 1976 in Erscheinung. Die Teilnehmer – künftige Bildhauer, Maler, Grafiker, Kunsterzieher – waren Manfred Bercher, Herbert A. Böhm, Heinz Dress, Gabriele Gebele, Elisabeth Habenicht, Joachim von Heimburg, Fritz Gerd Hoffmann, Susanne Knorr, Bert Mahringer, Cornelia Rühlicke, Hans Daniel Sailer und Felix Sommer. Nach fünf Jahren pädagogischen Wirkens war diese erste Bilanz für Alfred Hrdlicka ein voller Erfolg, hatte er doch die Klasse für Figuratives Gestalten, nunmehr – so Rektor Wolfgang Kermer in seiner Eröffnungsansprache – ein „Kristallisationspunkt“ an der Akademie, geradezu aus dem Nichts aufgebaut.
Seitens der Studierenden der von Alfred Hrdlicka geleiteten Akademieklasse beteiligten sich Manfred Bercher, Herbert A. Böhm, Susanne Knorr und Hans Daniel Sailer an dem von der Hochschule anlässlich der Bundesgartenschau 1977 in Stuttgart unter Mitwirkung von jeweils vier Studierenden der Klassen Herbert Baumann und Rudolf Hoflehner veranstalteten Bildhauersymposion im Rosensteinpark. Neben der „Offenen Werkstatt“ mit der Möglichkeit, mit den dort arbeitenden Künstlern ins Gespräch zu kommen, lief eine Ausstellung unter dem Titel „Skulpturen auf der Karlswiese“ mit fertigen Arbeitsproben.
Neolithikum hieß die von Alfred Hrdlicka als Beitrag zum IX. Kongress der IAA/AIAP (International Association of Art/Association Internationale des Arts Plastiques) Kunst und Öffentlichkeit vom 28. September bis 28. Oktober 1979 in Stuttgart organisierte Ausstellung seiner Akademiestudenten: „,Neolithikum‘ ist nicht die Neuinszenierung überholter Ismen, keine Kunstvereinsoperette“, ließ er damals verlauten. „Ähnlich dem Interessen- und Ideologiekonglomerat der ‚Grünen‘ in der Politlandschaft, sind die ganz und gar nicht auf Vordermann gebrachten ‚Neusteinzeitler‘ auf Neuorientierung aus, sie haben es satt, als Postavantgardestatisten schreibtischgestrickten Evolutionstheorien hinterherzulaufen. Für die Künstler von morgen ist die Entbürokratisierung und Entmonopolisierung des Kunstbetriebs eine Existenzfrage.“ An der Ausstellung, die auf dem Freigelände der Akademie am Weißenhof und in den Hrdlicka-Klassenräumen stattfand und zu der eine von Akademierektor Wolfgang Kermer herausgegebene und von Peter Steiner konzipierte, Neolithikum betitelte „Zeitung der Bildhauerklasse Alfred Hrdlicka“ mit zwei kunstpolitischen Texten von Alfred Hrdlicka erschien, waren Reinhard Bombsch, Arno Hildebrandt, Dieter E. Klumpp, Susanne Knorr, Erhard Mika, Michael Plaetschke, Franz Raßl, Diane Roemer, Hans Daniel Sailer, Wolfgang Scherible, Bernd Stöcker, Andreas Theurer, Charlotte Traum sowie Konrad Winzer beteiligt. Im Austausch mit Bildhauerstudenten aus dem Fachbereich 1 der HdK Berlin stellten aus Hrdlickas Klasse Reinhard Bombsch, Wolfgang Billep, Arno Hildebrandt, Peter Hornung, Dieter E. Klumpp, Michael Plaetschke, Gert Rappenecker, Franz Raßl, Andreas Theurer, Charlotte Traum, Konrad Winzer 1981 zur gleichen Zeit in Berlin aus. Sowohl in Berlin als auch in Stuttgart sprach Robert Kudielka zur Eröffnung.
Die beiden letzten repräsentativen, von Alfred Hrdlicka vor seinem Weggang von Stuttgart 1986 initiierten gemeinsamen Auftritte von „Studenten der Klasse Alfred Hrdlicka“ fanden vom 9. September bis 7. Oktober 1984 im Park der Villa Berg und im Funkstudio des Süddeutschen Rundfunks (SDR) in Stuttgart sowie vom 13. Oktober bis 18. November 1984 beim Mannheimer Kunstverein statt. Teilnehmer waren in beiden Fällen: Reinhard Bombsch, Herbert Göser, Ursula Kärcher, Alfons Koller, Angela Laich, Chu Hwan Lim, Birgit Müller, Markus Rapp, Joachim Sauter, Johann Schickinger, Michael Schützenberger, Eva-Maria Schwarz, Helmut Stowasser, Kurt Tassotti, Mehmet Yagur und Gerhard Zirkelbach.
Von den Studenten der Stuttgarter Jahre sind weiterhin zu nennen: Dietrich Klinge und Markus Matthias Rapp.

### Bedeutende Arbeiten der 1960er bis 1980er Jahre

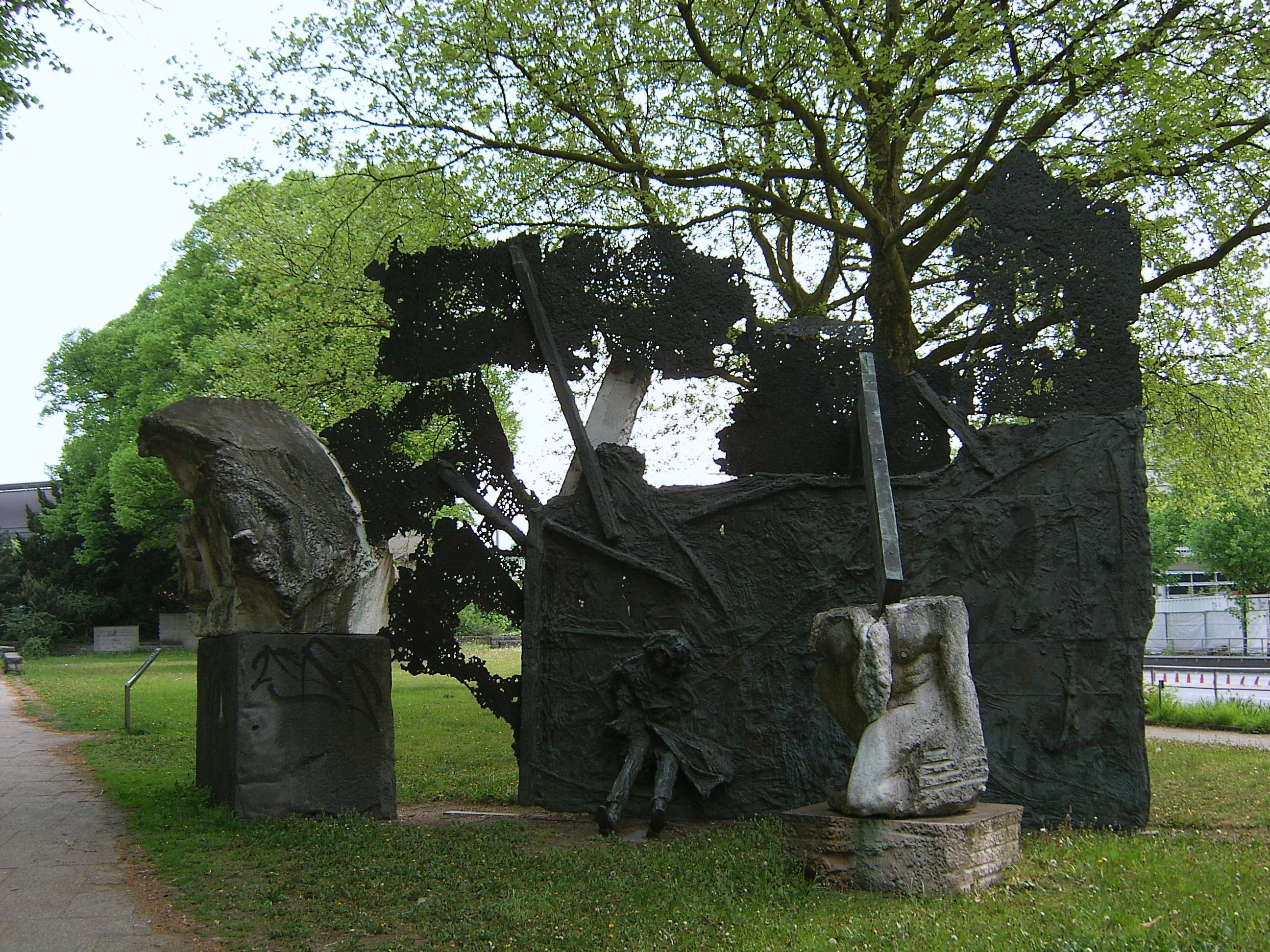
Gegendenkmal (Hamburg, 1983–1986)

In den 1960er bis 1980er Jahren entstanden in der Bundesrepublik wie auch in Österreich, hier meist in Wien, einige von Hrdlickas bedeutendsten Werken.
Von 1965 bis 1967 fertigte Hrdlicka einen Radierzyklus an, den er Roll over Mondrian nannte. Er übernahm aus Piet Mondrians Kunst das durch Kästchenformen gebildete Ordnungsmuster und füllte die Kästchen mit Zeichnungen, welche den Menschen in seiner ungeschminkten Realität darstellen. So sagte er auch 1974 „Die Felder die Sie hier sehen, habe ich [wie bei Mondrian] belassen und mit Wirklichkeit vollgezeichnet. In diesen Blättern kommt also vor, alles, was ich glaube was auf unsere heutige Zeit Bezug hat.“ In diesem Zitat wird deutlich, wie sehr sich Hrdlicka von Mondrian abgrenzen möchte, indem er dem Abstrakten zugunsten der Realität ausweicht.
Des Weiteren stellte er von 1968 bis 1972 den Bilderzyklus Plötzenseer Totentanz im evangelischen Gemeindezentrum nahe der Gedenkstätte Plötzensee fertig, wo der Opfer des Nationalsozialismus im ehemaligen Strafgefängnis in Berlin-Plötzensee gedacht wird.
In Wuppertal wurde 1981 eine Skulptur im Gedenken an Friedrich Engels aufgestellt. Hrdlicka selbst benannte sie Die starke Linke. Die politischen Kontroversen, die dieses Werk, wie viele Werke Hrdlickas, auslöste, spiegeln sich in der offiziellen Namensgebung als Denkmal im Engelsgarten wider. Von 1983 bis 1986 schuf er am Hamburger Dammtor das Gegendenkmal, dessen zwei Teile Hamburger Feuersturm und Untergang der KZ-Häftlinge im Kontrast zu dem in den 1930er-Jahren errichteten Kriegerdenkmal stehen.
Neben seiner Arbeit an Skulpturen fertigte Hrdlicka weiterhin vielbeachtete Zyklen von Zeichnungen und Radierungen an, unter anderem zu den politischen Ereignissen der Französischen Revolution, zum Deutschen Bauernkrieg oder zur Revolution 1848. 1973 legte die Edition Galerie Valentien in Stuttgart die Mappe mit acht Radierungen Hrdlickas zu Elias Canettis „Masse und Macht“ mit einem Essay von Canetti „Das Chaos des Fleisches“ vor. Hrdlicka setzte sich in seinen Zyklen aber auch intensiv mit persönlichen Biographien auseinander, darunter mit der des Serienmörders Fritz Haarmann („Vampir von Hannover“), mit der Johann Joachim Winckelmanns, Franz Schuberts, Richard Wagners, Adalbert Stifters, Rudolf Nurejews, Leo Tolstois, Auguste Rodins und Pier Paolo Pasolinis.

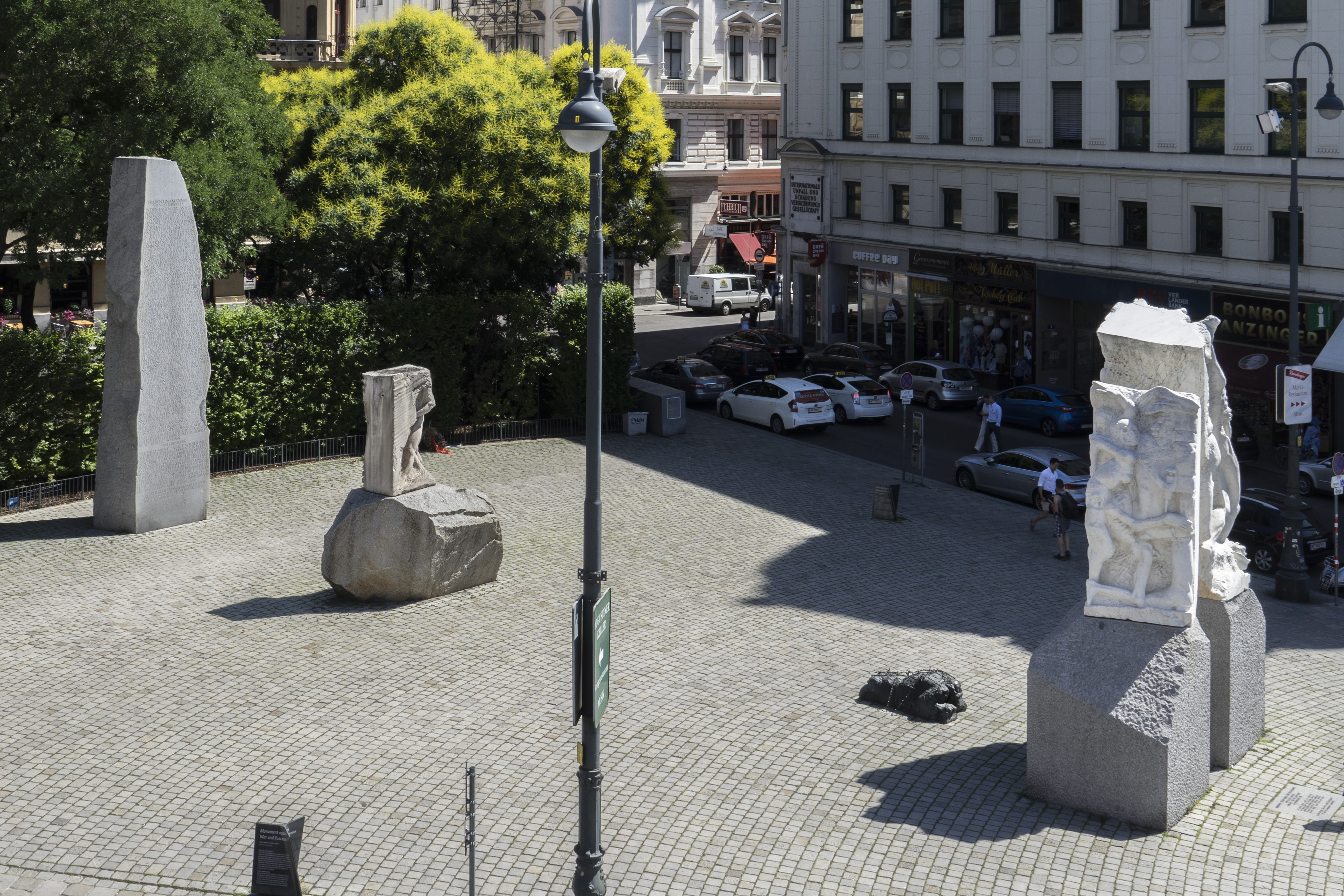
Mahnmal gegen Krieg und Faschismus (Wien, 1988)

1988 wurde auf dem Albertinaplatz in Wien das Mahnmal gegen Krieg und Faschismus errichtet. Hrdlicka selbst bezeichnete es als sein wichtigstes Werk. Wie schon bei früheren Arbeiten von ihm wurde auch die Aufstellung des Mahnmals von heftigen Anfeindungen begleitet. Kritisiert wurde es von verschiedenen Seiten. So stießen sich einige an der Positionierung eines Denkmals, das vor allem auch an die Zeit der Herrschaft des NS-Regimes in Österreich erinnert, an einem so prominenten und zentralen Ort direkt neben der Wiener Staatsoper. Von anderen wurde die Widmung an „alle Opfer des Krieges“ kritisiert, auch weil auf einer der Skulpturen ein gefallener Wehrmachtssoldat mit Kübelhelm auf dem Boden liegend dargestellt wird. Vertreter der Israelitischen Kultusgemeinde, auch Simon Wiesenthal, setzten sich daraufhin für ein weiteres Mahnmal ein, das als Mahnmal für die österreichischen jüdischen Opfer der Schoah (Rachel Whiteread, 2000) auf dem Judenplatz errichtet wurde.

### Späte Jahre

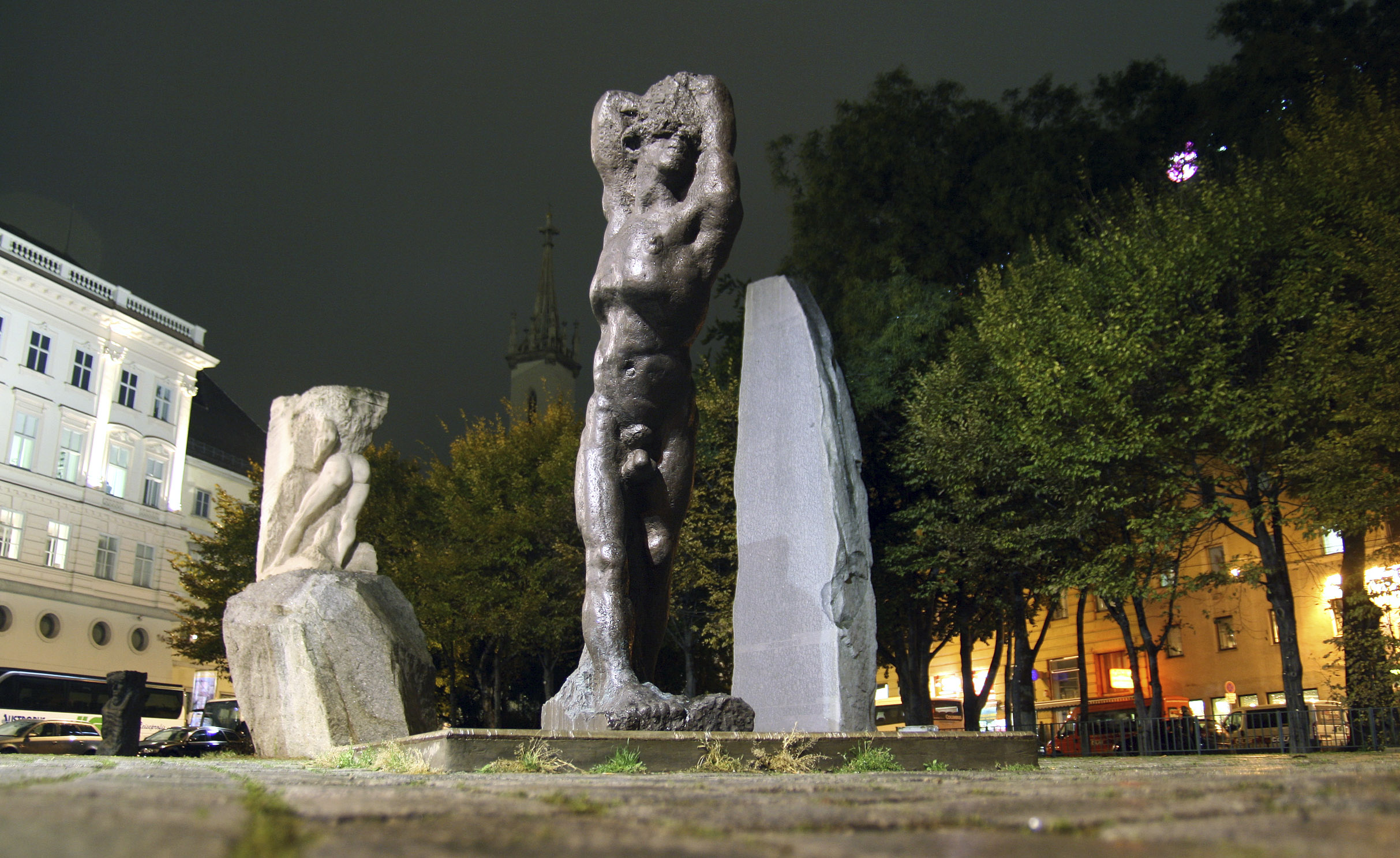
Orpheus I (Wien, 2008)

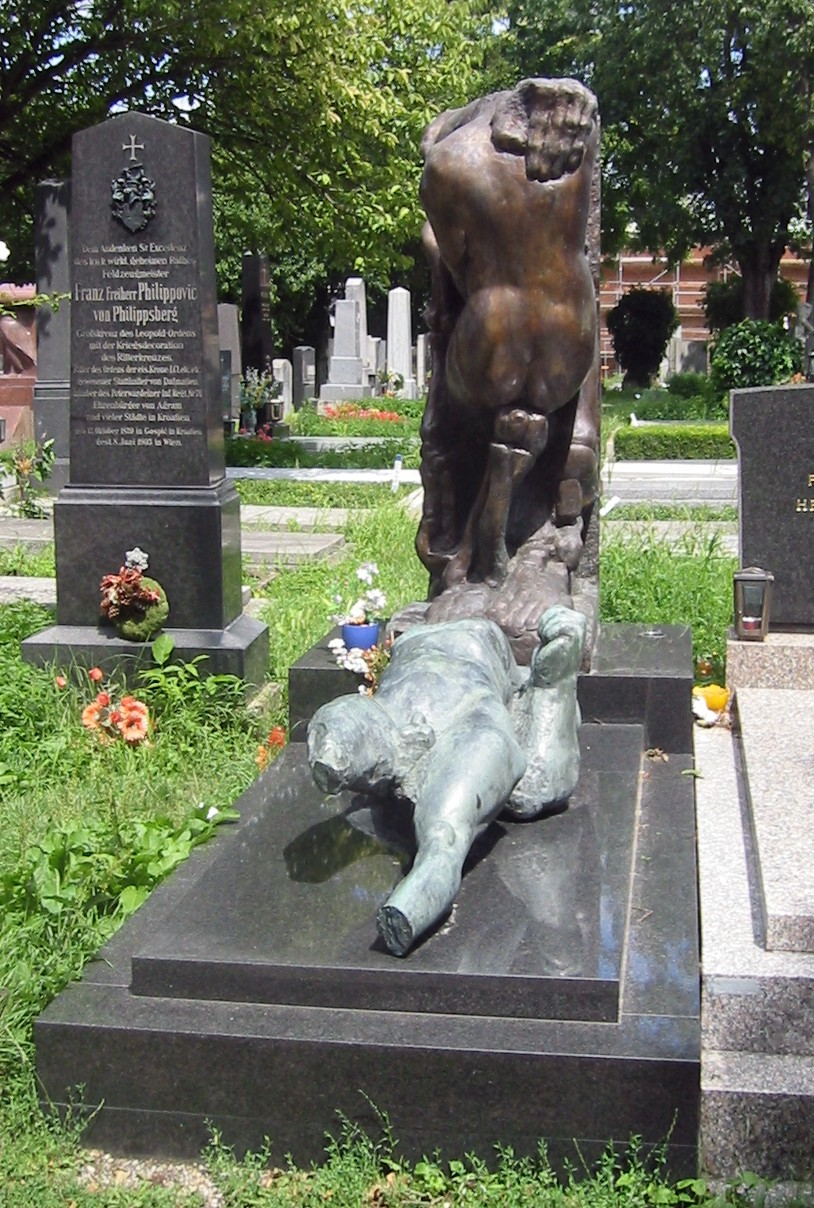
Hrdlickas Grab auf dem Wiener Zentralfriedhof (Eigenkomposition)

Nach Annahme einer Professur an der Universität für angewandte Kunst Wien lebte und arbeitete Alfred Hrdlicka ab 1989 wieder vor allem in Wien, wobei seine Ausstellungs- und Bühnenbildprojekte, etwa zu Intolleranza 1960 (Stuttgart 1992) oder zum Ring des Nibelungen (Meiningen 2001) weiterhin vor allem in Deutschland stattfanden. Seine erste Frau, Barbara Hrdlicka, geborene Wacker, verstarb 1994. 1999 nahm sich seine Geliebte Flora das Leben und versuchte dabei, auch Hrdlicka zu vergiften. Die Geschehnisse verarbeitete Hrdlicka in einem umfangreichen Zeichnungszyklus Der Fall Flora. 1999 heiratete Hrdlicka seine jahrelange Muse, die Künstlerin Angelina Siegmeth.
Wegen verschiedener Berufskrankheiten sowie eines Schlaganfalls konnte Hrdlicka in den letzten Jahren nur noch zeichnen. Bandscheibenprobleme hinderten ihn an der weiteren Ausübung der Steinbildhauerei, und er widmete sich verstärkt der Arbeit an Bühnenbildern. Alfred Hrdlicka starb im Alter von 81 Jahren am 5. Dezember 2009 in Wien. Er wurde am 19. Dezember 2009 auf dem Wiener Zentralfriedhof im Grab seiner ersten Frau Barbara beigesetzt, welches als ehrenhalber gewidmetes Grab deklariert wurde (Grabstelle: Gruppe 31B, Reihe 13, Nr. 20).

## Politische Haltung
Weltanschaulich blieb Hrdlicka zeitlebens dem Kommunismus verbunden und trat vehement, gelegentlich auch provokant, gegen Faschismus und Antisemitismus auf. So verteidigte er 1994 beispielsweise den Schriftsteller Stefan Heym (der aufgrund seiner jüdischen Herkunft vom NS-Regime verfolgt worden war) gegen eine Anfeindung durch den DDR-Dissidenten Wolf Biermann. Hrdlicka bezeichnete Biermann (der einen jüdischen Vater hatte, selbst aber kein NS-Verfolgter gewesen war) in einem Offenen Brief als „angepaßten Trottel“ und wünschte ihm die von Heym erlittenen „Nürnberger Rassengesetze an den Hals“.
Sich selbst bezeichnete Hrdlicka gerne als „Uraltstalinisten“ und trotz seines antifaschistischen Engagements auch als „Großdeutschen“, was wiederholt zu kontroversen Diskussionen führte. Als bis dato aktives Parteimitglied der Kommunistischen Partei Österreichs (KPÖ) trat er aber schon 1956 aus, nachdem die sowjetische Armee den Ungarischen Volksaufstand gewaltsam niedergeschlagen hatte. Hrdlicka blieb andererseits in späteren Jahren im kulturpolitischen Umfeld der KPÖ aktiv. Von 1994 bis zu seinem Tod war er Mitglied der Alfred Klahr Gesellschaft. Zeitweise war er auch Vorstandsmitglied der Gesellschaft zur Förderung der Beziehungen zur Koreanischen Demokratischen Volksrepublik. In den Jahren des Erstarkens der Freiheitlichen Partei Österreichs (FPÖ) unter Jörg Haider trat Hrdlicka wiederum bei der Nationalratswahl in Österreich 1999 als parteiloser Spitzenkandidat der KPÖ in Kärnten an.
Hrdlickas Angaben zufolge war die Gründung der deutschen Partei Die Linke am 16. Juni 2007 auch seiner Vermittlung zu verdanken. Im Jahr 2000 brachte er die Politiker Gregor Gysi und Oskar Lafontaine zu einem Abendessen in Saarbrücken zusammen. Hrdlicka galt als Freund Lafontaines, der ihn an seinem 80. Geburtstag mit einer Rede würdigte.
Eine der medial aufsehenerregendsten politischen Protestaktionen Hrdlickas war jene im Vorfeld der österreichischen Bundespräsidentenwahl im Jahr 1986, die von Kontroversen um die NS-Vergangenheit des Kandidaten Kurt Waldheim der Österreichischen Volkspartei (Waldheim-Affäre) gekennzeichnet war. Auf Anregung Kuno Knöbls schuf Hrdlicka – gemeinsam mit Peter Turrini und Manfred Deix – daraufhin als Zeichen des Protests ein meterhohes hölzernes Pferd, womit bewusst ein Bezug zum Trojanischen Pferd hergestellt werden sollte. Zugleich griff er mit der Skulptur einen Ausspruch des damaligen Bundeskanzlers Fred Sinowatz (SPÖ) auf, der Waldheims Rechtfertigungsversuche mit der Bemerkung quittiert hatte: „Nehmen wir also zur Kenntnis, dass nicht Waldheim bei der SA war, sondern nur sein Pferd.“
Obwohl überzeugter Atheist, schuf Hrdlicka immer wieder Arbeiten mit religiösem Bezug und im Rahmen sakraler Bauwerke. 2009 entstand, als eines seiner letzten Werke, ein Bronzerelief zu Ehren der 1943 wegen „Feindbegünstigung und Vorbereitung zum Hochverrat“ hingerichteten und 1998 seliggesprochenen Ordensfrau Schwester Maria Restituta, das in der Barbarakapelle im Wiener Stephansdom zu sehen ist.
Noch in seinen letzten Lebensmonaten im Jahr 2009 intervenierte Hrdlicka per Leserbrief gegen die Streichung der Kulturamtsleiterstelle in der Stadt Wittlich (Rheinland-Pfalz), da er die Streichung des Arbeitsplatzes auf das Bemühen des damaligen Stelleninhabers, Justinus Maria Calleen, um „Aufarbeitung der nationalsozialistischen Vergangenheit und lebendige Erinnerungsarbeit“ zurückführte. Hrdlicka sah sich aufgrund des Vorgehens der Stadtregierung Wittlich in seiner Sicht bestätigt, wonach „50 Prozent der Deutschen und Österreicher noch immer Faschisten und Antisemiten“ seien. Die zuständigen Politiker bezeichnete er als „Blockwarte der Kunst.“ Der scheidende Bürgermeister der Stadt, Ralf Bußmer, zeigte Hrdlicka daraufhin wegen „Volksverhetzung, Verleumdung und Beleidigung“ an. Zum Zeitpunkt des Ermittlungsbeginns der Trierer Staatsanwaltschaft war Hrdlicka aus gesundheitlichen Gründen nicht mehr vernehmungsfähig.
Ehrungen und Orden nahm Hrdlicka prinzipiell keine an. 1976 hatte er jedoch in Stuttgart die Max-Lütze-Medaille und 1993 den Max-Pechstein-Preis der Stadt Zwickau erhalten.

## Werk

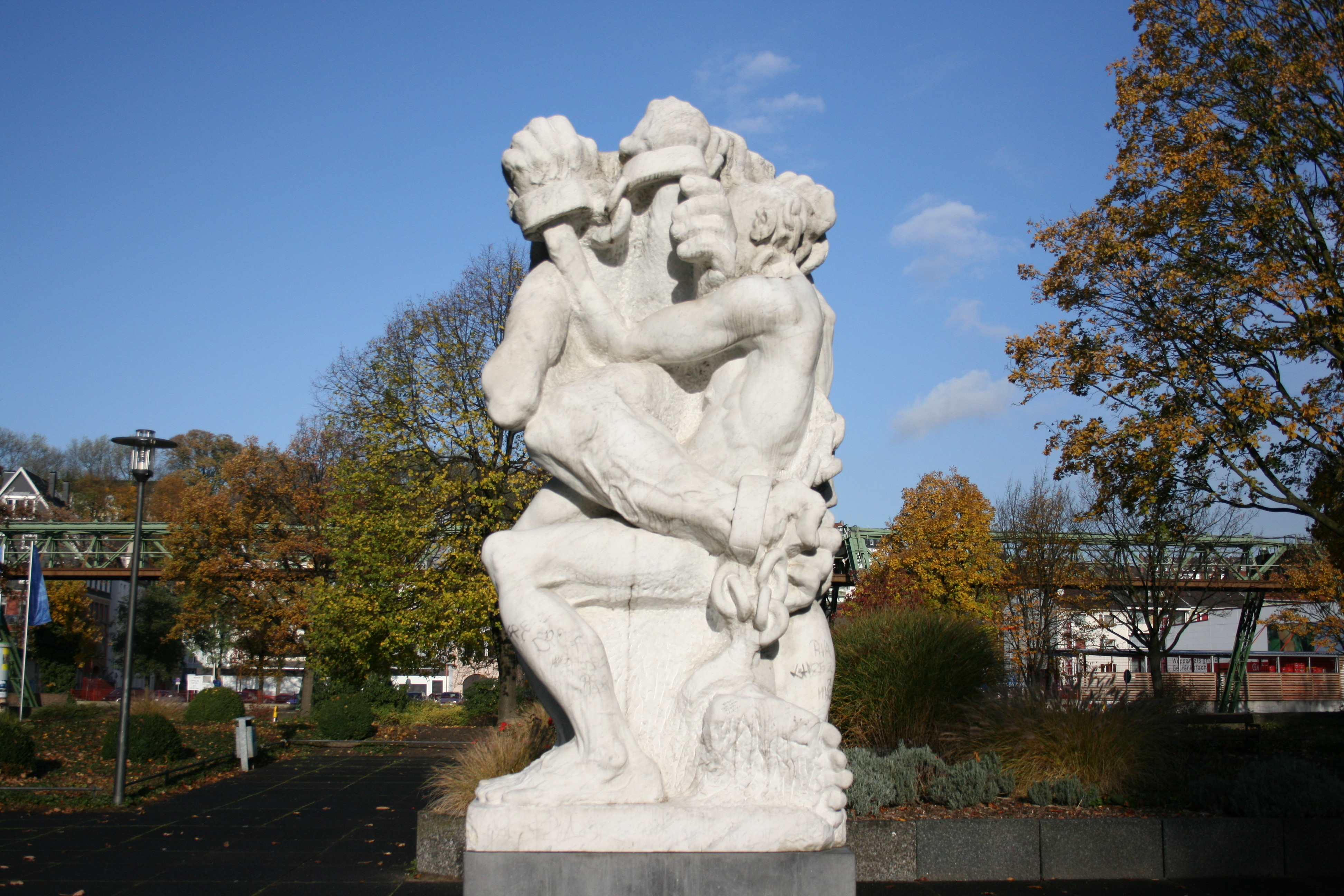
Die starke Linke (Wuppertal, 1981)

Hrdlicka reflektierte und arbeitete in seinen Werken politisch sehr bewusst. Zeitlebens rüttelte er mit seinen Ausdrucksmitteln an den Machtverhältnissen dieser Welt. Die Unterdrückung kleiner Leute, das künstlerische Nachzeichnen ihrer bedrückenden Lebensverhältnisse, Macht und Ohnmacht in der Geschichte und in der Jetztzeit waren Themen seiner künstlerischen Arbeiten, in denen er nicht der in der Kunstwelt des 20. Jahrhunderts allgemein verbreiteten Tendenz zur abstrakten Kunst folgte, sondern beständig seinen eigenen figurativ-expressiven Stil weiterentwickelte, der in seiner künstlerischen Grundhaltung zeitlebens einem Realismus verpflichtet blieb.
Hrdlicka dehnte seine Themenbereiche weiter aus. Krieg, Gewalt und Faschismus sind die dunklen Seiten menschlichen Handelns, gegen die er bewusst mit seinen Mitteln der Kunst politisch agitieren wollte. Der Künstler wurde zum überzeugten Marxisten, der er auch bei allen Widerständen, die ihm entgegengebracht wurden, blieb. Er versteht sich und seine Kunst als Vertretung für die Unterdrückten sowie politisch und gesellschaftlich Verfolgten. Aus diesem Gedanken heraus, darf es – seiner Ansicht nach – keine Kunst ohne Aussage und Stellungsbezug geben. Statt wie Karl Marx es forderte, „alle Verhältnisse umzuwerfen, in denen der Mensch ein erniedrigtes, ein geknechtetes, ein verlassenes, ein verächtliches Wesen ist“, macht es sich Hrdlicka zur Aufgabe, eben all diese Verhältnisse durch seine Kunst aufzuzeigen und somit anzuprangern.
Nach Oskar Lafontaine lebte er „einen schonungslosen Humanismus, der auch Mord und Terror und sexuelle Brutalität mit expressiven Stilmitteln und bisweilen schockierender Deutlichkeit vor Augen führt“. In seiner künstlerischen Stilistik hielt Hrdlicka an der Figürlichkeit fest. Er arbeitete in seinen Skulpturen, Gemälden und Grafiken figurativ-expressiv und verzichtete bewusst auf jegliche Art ungegenständlicher Bildsprache.
Die Devise seines Schaffens fasste er in dem Satz „Alle Macht in der Kunst geht vom Fleische aus“ zusammen. In seiner Selbstinterpretation „Fleisch = Kunst“ von 1973 schematisierte er diese Idee. Er zeichnete ein Dreieck, wobei an oberster Stelle „Fleisch = Kunst“ steht. Dieses Fleisch teilte er in zwei Kategorien ein: Natur, verkörpert im „geilen Fleisch“ und Ideologie, verkörpert im „geschundenen Fleisch“. Hrdlickas Kunst besteht also aus diesen Komponenten: Geiles Fleisch, bzw. Geschundenes Fleisch, oder einer Verbindung aus beidem. Somit ist nach Hrdlickas Auffassung das Bilden oder Darstellen von Fleisch, also von dem Menschen und seiner Leiblichkeit, ob in erregtem oder verletztem Zustand, eine essenzielle Notwendigkeit in der Kunst.
Ein Großteil seiner Werke wurde in enger und freundschaftlicher Zusammenarbeit mit seinem Bronzegießer Alfred Zöttl umgesetzt.

### Skulpturen, Zeichnungen, Gemälde (Auswahl)
- 1963 bis 1964, verändert 1965 Marsyas II, rötlicher Untersberger Marmor, Staatsgalerie Stuttgart[39]
- 1965 Haarmann-Zyklus
- 1967 Roll over Mondrian, Radierungen
- 1970/1971 Radierzyklus „The Rake's Progress“ nach William Hogarths „A Rake's Progress“ (1735)
- 1971 Hölderlin-Zyklus
- 1972 Plötzenseer Totentanz im Evangelischen Gemeindezentrum Plötzensee, Berlin[40]
- 1972 Erste Zeichnungen zur Französischen Revolution
- 1971/1973 Der große Geist im Grugapark in Essen
- 1976/1977 Zwei monumentale Fresken (jeweils 5 × 11 Meter), auf den nassen Putz eigens gemauerter Ziegelwände gemalt, zu den Themen „Das Fernsehen“ sowie „Eisenbeton-Laokoon“ in der Eingangshalle zu den Stiegen 1 und 2 im Block A des Wohnparks Alt-Erlaa[41]
- 1977 Bonhoeffer-Büste in Marl
- 1981 Die starke Linke in Wuppertal
- 1983 Der Schreibtischtäter. Modell für ein antifaschistisches Mahnmal in Berlin vor dem ehemaligen Gestapo-Quartier; Heeresgeschichtliches Museum, Wien[42]
- 1984 Zyklus Die Wiedertäufer
- 1985 Porträtbüste Richard Wagner, Bronze, 23 × 18 × 12 cm[43]
- 1985/1986 Gegendenkmal am Dammtorbahnhof in Hamburg
- 1986 Waldheim-Pferd bzw. Denkmal gegen Gedächtnisschwund. Die der Spaßguerilla zugehörige Aktionsform wurde später bei Demonstrationen gegen neofaschistische Tendenzen fortgeführt[44] und als Beispiel für eine „Spielform des anarchischen Fluxus“[45] von publikumswirksamem, „treffsicherem aktuellem Witz“ gedeutet.[46] Wurde schließlich zum Quasi-Maskottchen des Republikanischen Clubs – Neues Österreich, kennzeichnet als kleiner Grafik-Kopf auch dessen Publikationen (Flugblätter, Programmfolder), das zerlegbare Original lagert in seinen Vereinsräumen.
- 1988 Marsyas, Mahnmal und Gedenkstein Den Opfern und Kämpfern gegen faschistische Gewaltherrschaft Rassismus und Krieg in Wien, Höchstädtplatz
- 1988–1991 Mahnmal gegen Krieg und Faschismus auf dem Albertinaplatz in Wien, Skulptur
- Seit 2002 steht eine Bonhoeffer-Büste als Leihgabe der Evangelischen Kirche in der Staatsbibliothek Berlin, Potsdamer Straße
- 2006 Bronzebüste von Robert Schumann vor dem Schumannhaus in Bonn-Endenich
- 2009 Maria-Restituta-Skulptur, Bronzerelief zu Ehren der von den Nationalsozialisten ermordeten, 1998 seliggesprochenen Ordensfrau Schwester Restituta Kafka, Stephansdom, Wien

### Ausstellungen (Auswahl)
- 1960: Wiener-Kunsthalle, Zedlitzgasse (Gemeinschaftsausstellung mit Fritz Martinz)
- 1962: Künstlerhaus, Französischer Saal, Wien (Gemeinschaftsausstellung mit Fritz Martinz)
- 1963: Ausstellungspavillon im Zwerglgarten, Salzburg
- 1964: 32. Biennale (Venedig), gemeinsam mit Herbert Boeckl
- 1965: Skulpturen, Lithographien, Radierungen, Entwürfe, Württembergischer Kunstverein Stuttgart, Kunstgebäude am Schlossplatz, 9. Oktober bis 21. November 1965[47]
- 1971: Zeichnen heute, Wiener Secession[48]
- 1971: Graphik, Zeichnungen, Bilder und Plastik, Städtische Sammlungen (Braith-Mali-Museum), Biberach an der Riß[49]
- 1972: Skulpturen und Werkskizzen, Ulmer Museum[50]
- 1972: Art 3 ’72, Probedrucke der Radierungen zu Elias Canettis Buch Masse und Macht, Galerie Valentien, Stuttgart[51]
- 1973: Präsentation des Radierzyklus' Wiener Blut durch Buchhändler Kommerzialrat Wilhelm Herzog, „Galerie Pferdestall“, Haus Getreidemarkt 17, Wien[52]
- 1974: Großformatige Zeichnungen und Radierungen, Kestner-Gesellschaft, Hannover[53]
- 1975: Neue Nationalgalerie Berlin: Ausstellung des 53 Radierungen umfassenden Zyklus Wie ein Totentanz (Premiere 1974 Galerie Valentien, Stuttgart)[54]
- 1976: St. Louis, Mo.: art in stuttgart 1976 (Ausstellungsbeteiligung)
- 1976: Nassauischer Kunstverein Wiesbaden, Skulpturen, Handzeichnungen und Druckgraphik
- 1976: Städelsches Kunstinstitut und Städtische Galerie, Frankfurt am Main, Skulpturen, Zeichnungen und Lithographien[55]
- 1977: Stuttgart: Kunst im Stadtbild, (Marsyas I, Sonny Liston, Sterbender[56])
- 1977: Evangelisches Gemeindezentrum Plötzensee, Berlin, Skulpturen, Zeichnungen, Druckgraphik, anlässlich des 17. Deutschen Evangelischen Kirchentags[57]
- 1980: Figürliche Plastik 1980 Leonberg, Ausstellung vor dem Neuen Rathaus, 22. Mai bis 15. Oktober 1980, in Zusammenarbeit mit dem Künstlerbund Baden-Württemberg
- 1984: Plastik der 60er und 70er Jahre im Südwesten, Galerie der Stadt Esslingen am Neckar, Villa Merkel
- 1987: Galerie im Taxispalais, Innsbruck: Österreichische Künstler der Gegenwart: Arbeiten auf Papier; Sammlung Kermer, Stuttgart[58]
- 1988: Kunstverein Ingolstadt
- 1993: Museum Würth, Künzelsau[59]
- 1994: Zeichnung – Malerei – Skulptur. Aus Beständen der Galerie Hilger und Privatbesitz. (Museum St. Ingbert)
- 2000: „Der Hund“ aus dem Zyklus „Roll over Mondrian“. 1Blick. Kunst im Vorhaus. Dezember 2000. Hallein, Österreich
- 2003: Ein Querschnitt seines Schaffens. Greith-Haus, St. Ulrich im Greith
- 2005: Städtische Galerie Neunkirchen: Stuttgarter Begegnungen: die Schenkung Wolfgang Kermer[60]
- 2008: Werkschau in der Kunsthalle Würth (Schwäbisch Hall)[61]
- 2008: Dommuseum Wien: Religion, Fleisch und Macht – das Religiöse im Werk von Alfred Hrdlicka
- 2008: Bildungsverein der KPÖ Steiermark: Alfred Hrdlicka: Skulptur, Mischtechnik, Zeichnung, Grafik aus der Sammlung Arsenschek
- 2008: Künstlerhaus Wien: Hrdlicka. Der Titan und die Bühne des Lebens
- 2010: Belvedere (Wien): Alfred Hrdlicka. Schonungslos!
- 2013: Figur als Widerstand, Open-Air-Schau am Jungfernstieg, Hamburg (zusammen mit Bernd Stöcker und Werner Stötzer)
- 2013: Stuttgart, Kunstbezirk, Galerie im Gustav-Siegle-Haus: Hrdlicka-Andenken (Alfred Hrdlicka und Schüler: Reinhard Bombsch, Robert Honegger, Susanne Knorr, Thomas Kosma, Hans Daniel Sailer, Joachim Sauter, Eva Schärer, Hans Schickinger, Jan Schneider, Ben Siegel, Bernd Stöcker, Andreas Theurer)
- 2018: Galerie Bose, Wittlich
- 2019: Auf den Barrikaden, Käthe-Kollwitz-Museum Berlin

### Bühnenbilder (Auswahl)
- Faust I und II, Bonner Schauspielhaus (1982)
- Luigi Nono: Intolleranza, Stuttgart (1992)
- König Lear, Schauspielhaus Köln (1994)
- Ring des Nibelungen, Meiningen (2001)
- Der König Kandaules, Kleines Festspielhaus, Salzburger Festspiele (2002)

## Bibliografie (Auswahl)

### Schriften, Bilder, Skulpturen
- Alfred Hrdlicka – Die Ästhetik des Grauens – Der Wiedertäufer-Zyklus. Mit Beiträgen von Jürg Meyer zur Capellen, Daniela Winkelhaus-Elsing und Christine Pielken: Rhema-Verlag, Münster 2003, ISBN 3-930454-43-2.
- Alfred Hrdlicka – Drei Zyklen: Winckelmann, Haarmann, Roll over Mondrian. Essay und Bildtexte von Johann Muschik. Verlag für Jugend & Volk, Wien/München 1968. 87 S. mit 32 ganzs. Abb.
- Pablo Neruda: Estravagario. Mit Radierungen von Alfred Hrdlicka. Hoffmann & Campe, Hamburg 1971. 105 S.
- Alfred Hrdlicka – Skulptur und Zeichnungen. Einleitung von Alfred Hrdlicka. Mit einem Werkkatalog von Manfred Chobot. Jugend & Volk, Wien/München 1973. 164 S.
- Alfred Hrdlicka – Radierungen. Band 1: Die frühen Radierungen. Band 2: Politische Radierungen und Zyklus „Wie ein Totentanz“. Band 3: Radierungen zur Psychopathologie. Ullstein, Frankfurt 1975. Zahlr. Abb.
- Hrdlicka, Alfred (Illustrationen) und Manfred Chobot (Text): Die Briefe der Hausmeisterin Leopoldine Kolecek. Edition Hilger, Wien 1978. 58 S.
- Alfred Hrdlicka – Faust. Bühnenbilder. Hrsg.: Ernst Hilger. Mit Fotos von Bettina Secker, einem Text von Paul Kruntorad und Gedichten von Zoltan Ver. [Texte zu den Bildern: Alfred Hrdlicka]. Edition Hilger, Wien 1983. 104 S.
- Alfred Hrdlicka: Schach. Zeichnungen 1. Claassen, Düsseldorf 1983. 101 S., 106 teils farb. Abb. und einer eingebundenen Original-Radierung von Alfred Hrdlicka.
- Alfred Hrdlicka: Die Ästhetik des automatischen Faschismus. In: Literatur Konkret, Heft 8, 1983/84, S. 6–9 (im Inhaltsverzeichnis Titel irrtümlich: Die Ästhetik des automatischen Widerstands)
- Alfred Hrdlicka: Schaustellungen. Bekenntnisse in Wort und Bild. Hrsg.: Walter Schurian. dtv, München 1984. 277 S., s/w-Abb. ISBN 3-423-02891-2
- Bettina Secker: Alfred Hrdlicka – Neolithikum. Kindler, München 1984. 157 S., zahlr. Abb.
- Die da reden gegen Vernichtung: Psychologie, bildende Kunst und Dichtung gegen den Krieg. Hrsg.: Erich Fried, Alfred Hrdlicka, Erwin Ringel, Alexander Klauser u. a. Europaverlag, Wien 1986. 199 S., zahlr. teils farb. Abb.
- Alfred Hrdlicka: Das Gesamtwerk (Schriften). Hrsg.: M. Lewin. Europa-Verlag, Wien 1987. 287 S.
- Alfred Hrdlicka: Von Robespierre zu Hitler. Die Pervertierung der Revolution seit 1789. Rasch & Röhring, Hamburg 1988. 223 S., zahlr. teils farb. Abb.
- Alfred Hrdlicka – das Frauenbild. Red.: Ernst Hilger. Hilger, Wien 1988. 131 S. ISBN 3-203-51036-7
- Alfred Hrdlicka – Texte und Bilder zum 60. Geburtstag des Bildhauers. Hrsg.: Ulrike Jenni und Theodor Scheufele. Moos & Partner, Gräfelfing 1988. 244 S.
- Georg Büchner: Lenz. Mit Bildern von Alfred Hrdlicka und einem Essay von Theodor Scheufele. Galerie Hilger, Frankfurt am Main/Wien 1989. 106 S.
- Georg Büchner: Woyzeck. Nach den Handschriften neu hergest. von Henri Postmann. Mit Bildern von Alfred Hrdlicka und Beitr. von Hans Mayer, Henri Poschmann und Theodor Scheufele. Büchergilde Gutenberg, Frankfurt/M., Wien 1991. 243 S., m. farb. Abb. ISBN 3-7632-3806-9
- Alfred Hrdlicka – Zeichnungen. Essays von Theodor Scheufele, K. Winnekes, H. Froning. Hrsg.: Galerie Nawrocki, Köln. Külby, Lörrach 1992.
- Alfred Hrdlicka – Arbeiten 1942–1992. Hrsg.: Theodor Scheufele. Hilger, Wien 1993.
- Alfred Hrdlicka – Zeichnungen. Mit Beitr. von Alfred Hrdlicka, Christian Lenz, F. Thomas Meisl, Theodor Scheufele, Walter Schurian. Hrsg.: Barbara Hrdlicka. Harenberg Edition, Dortmund 1994. 304 S., zahlr. Farbabb. ISBN 3-611-00423-5 (zugleich Katalog zur Ausstellung „Zeichnung – Malerei – Skulptur“ im Museum St. Ingbert, 2. Oktober – 4. Dezember 1994)
- Hrdlicka, Alfred: Kleine Weltgeschichte. Harenberg, Dortmund 1996. 182 S., ISBN 3-88379-708-1
- Klaus Klemp und Peter Weiermair (Hrsg.): Alfred Hrdlicka – Skulpturen, Zeichnungen, Druckgraphik 1945–1997. Stemmle, Zürich, 1997. 191 S., zahlr. Abb. ISBN 978-3-908162-74-2.
- Alfred Hrdlicka – sculptures, drawings, prints 1945–1997. Stemmle, Zürich 1997. ISBN 3-908162-75-0
- Alfred Hrdlicka, Bildhauer • Maler • Zeichner. Hrsg.: Sylvia Weber. Swiridoff, Künzelsau 2008. ISBN 978-3-89929-130-8

### Sekundärliteratur
- Alfred Hrdlicka. Texte von Johann Muschik u. a. von Heinz Moos, München 1969. 178 S., zahlr. Abb.
- Karl Diemer: Figur. Wiener Naturalisten (Georg Eisler, Alfred Hrdlicka, Fritz Martinz, Rudolf Schönwald, Rudolf Schwaiger), Wien 1969, 88 S., zahlr. Abb.
- Alfred Hrdlicka: Skulptur und große Zeichnungen. Fotografien von Fritz Miho Salus (Hrsg.); mit einem Werkkatalog von Manfred Chobot. Wien [u. a.]: Jugend und Volk Verlag, 1973[62]
- Alfred Hrdlicka – Graphik. Unter Mitarbeit und mit Beiträgen von Elias Canetti, Manfred Chobot, Karl Diemer, Ernst Fischer, Wieland Schmied, W. Stubbe, Kurt Weidemann. Propyläen-Verlag, Frankfurt am Main 1973. XXVIII, 214 / S. m. zahlr. teils. farb. Abb.
- Wolfgang Kermer: Ansprache zur Eröffnung der Ausstellung „Studierende der Klasse Hrdlicka“ am 7. Mai 1976 an der Staatlichen Akademie der bildenden Künste Stuttgart. In: Akademie-Mitteilungen 7 / Staatliche Akademie der bildenden Künste Stuttgart/Für die Zeit vom 1. April 1975–31. Mai 1976. Stuttgart: Staatliche Akademie der bildenden Künste Stuttgart, August 1976, S. 86–90, 1 Abb. [mit der Wiedergabe der Presseresonanz auf die Stuttgarter Debütausstellung der Klasse Hrdlicka]
- Kunst im Stadtbild: Stuttgart 1977. Mai bis Oktober 1977. Mit Beiträgen von Manfred Rommel und Ulrich Gertz. Hrsg.: Kulturamt der Landeshauptstadt Stuttgart. Stuttgart, o. J. (1977), o. P. [34–35, mit Abb.], mit Lageplan im Anhang [urspr. Aufstellung der Skulpturen Marsyas I (1959/1962, Bronze nach Stein), Sonny Liston (1963/1965, Bronze nach Stein), Sterbender (1955–1959, Bronze nach Stein) vor dem Aufgang zum Kleinen Schlossplatz]
- Norbert Stratmann: „Ich habe keine Visionen, ich lese Zeitung.“ Über den österreichischen Bildhauer Alfred Hrdlicka. In: Bildende Kunst, Berlin, 6/1978, S. 277–279
- Die starke Linke des Alfred Hrdlicka. Der Streit um das Wuppertaler Engels-Denkmal. Edition Hungerland, Wuppertal 1981. 140 S., mit zahlr. s/w Abb.
- Kunstverein Darmstadt: Deutsche Radierer der Gegenwart. Darmstadt 1982, S. 90f. ISBN 3-7610-8121-9
- Mennekes, Friedhelm: Kein schlechtes Opium. Das Religiöse im Werk von Alfred Hrdlicka. Verlag Katholisches Bibelwerk, Stuttgart 1987. 246 S., 247 teils farb. Abb. ISBN 3-460-32551-8
- Alfred Hrdlicka – die große französische Revolution. Essay: Peter Gorsen. Beitr.: Alain Mousseigne und Walter Schurian. Hrsg.: Galerie Hilger. Wien: Albertina, 1989. XXIV, 87 S. m. farb. u. s/w-Abb.
- Alfred Hrdlicka – Mahnmal gegen Krieg und Faschismus in Wien. Hrsg. von Ulrike Jenni. In zwei Bänden. Band 1. Band 2: Theodor Scheufele: Das Mahnmal am Wiener Albertinaplatz und die Presse. Eine Dokumentation (1978–1992) Akad. Druck- und Verlagsanstalt, Graz 1993. 224 und 318 S., ISBN 3-201-01572-5
- Alfred Hrdlicka und der Fall Flora. Reportage einer mörderischen Hörigkeit. Erzählt von Susanne Ayoub. Molden Verlag, Wien 2000. 134 S. m. zahlr. meist farb. Abb.
- Stuttgarter Begegnungen: die Schenkung Wolfgang Kermer; Städtische Galerie Neunkirchen, 18. Mai–24. Juni 2005 / [Hrsg.: Neunkircher Kulturgesellschaft gGmbH; Nicole Nix-Hauck. Katalog: Wolfgang Kermer][63]
- Dietrich Schubert: Alfred Hrdlicka: Beiträge zu seinem Werk. Wernersche Verlagsgesellschaft, Worms 2007. ISBN 978-3-88462-256-8
- Christian Walda: Der gekreuzigte Mensch im Werk von Alfred Hrdlicka. Böhlau Verlag, Wien 2007. ISBN 978-3-205-77708-3
- Wolfgang Kermer: Wiener Blut am Weissenhof: die Stuttgarter Jahre Alfred Hrdlickas. Mit zwei Texten von Alfred Hrdlicka. Stuttgart: Privatdruck, 2008[64]
- Peter Bogner, Alfred Hrdlicka. Der Titan und die Bühne des Lebens, Wien 2008, ISBN 978-3-901749-74-2
- Trautl Brandstaller, Barbara Sternthal (Hrsg.): Alfred Hrdlicka – Eine Hommage. Residenz Verlag, St. Pölten 2008, ISBN 978-3-7017-3087-2
- Hans-Dieter Schütt: Alfred Hrdlicka: Stein Zeit Mensch. Das Neue Berlin 2008, ISBN 978-3-360-01951-6
- Peter Anderberg: Alfred Hrdlicka als Schachspieler. In: Kaissiber 36, Januar–März 2010. S. 44–47.
- Alfred Weidinger: Alfred Hrdlicka – Parallelwelten. Biografische Notizen 1928–1964. In: Alfred Hrdlicka – Schonungslos! Wien 2010, S. 13–56.
- Hannes Fernow: Zyklisches Erinnern: Alfred Hrdlickas Radierzyklus „Wie ein Totentanz“ – Die Ereignisse des 20. Juli 1944. Wien 2012

### Ausstellungskataloge
- Alfred Hrdlicka. Mit Beiträgen von Wieland Schmied, K. Diemer und A. Hrdlicka. [Ausstellungskatalog]. Kestnergesellschaft, Hannover 1974. 109 S., 96 Abb.
- Bernhard Buderath: Alfred Hrdlicka – Anatomien des Leids. Skulpturen, Plastiken, Gemälde, Graphik und Bühnenbilder. [Ausstellungskatalog Jahrhunderthalle, Hoechst]. Klett-Cotta, Stuttgart 1984. 187 S., zahlr. Abb. ISBN 3-608-76192-6
- Alfred Hrdlicka – Plastik, Zeichnungen, Graphik. [Ausstellungskatalog]. Verlag der Akademie der Künste, Berlin 1985. 133 S., zahlr. Abb.
- Alfred Hrdlicka – Arbeiten 1954–1993. [Ausstellungskatalog Museum Würth]. Thorbecke, Sigmaringen 1993.
- Alfred Hrdlicka – Schonungslos! [Ausstellungsbuch Schloss Belvedere]. Wien 2010.

## Filme und Radiosendungen über Hrdlicka
- Ein Leben zwischen Kunst und Leidenschaft. Bekenntnisse des Alfred Hrdlicka. Dokumentation, 50 Min., ein Film von Sylwia Rotter, Produktion: ORF, Erstsendung: 9. November 2000
- Alfred Hrdlicka – Kunsthalle Würth, Schwäbisch Hall. Ausstellungsvideo, 2008 (online abrufbar; siehe unter Weblinks)
- Ich bin ein Fleischhauer – Alfred Hrdlicka im Portrait. Film von Ines Mitterer und Claudia Teissig, Produktion: ORF, 2009
- Alfred Hrdlicka. Sequenzen. Der Meister erzählt über sein Leben und seine Kunst, 174 Min., Doppel-DVD, ein Film von Andrea Bönig, 2012
- Prolet ist kein Schimpfwort. Hörbild von Susanne Ayoub. Produktion ORF – Radio Ö1. Erstsendung 2003